# Chenopodium oleraceum
Chenopodium oleraceum är en amarantväxtart som beskrevs av Philipp Johann Ferdinand Schur. Chenopodium oleraceum ingår i släktet ogräsmållor, och familjen amarantväxter. Inga underarter finns listade i Catalogue of Life.